# Andrés Eloy Blanco (Lara)
Andrés Eloy Blanco is een gemeente in de Venezolaanse staat Lara. De gemeente telt 55.700 inwoners. De hoofdplaats is Sanare.